# Schljakovia kunzeana
Schljakovia kunzeana là một loài rêu trong họ Anastrophyllaceae. Loài này được Huebener Konstant. & Vilnet mô tả khoa học đầu tiên năm 2009.